# Anastasiya Merkushyna
Anastasiya Olehivna Merkushyna –en ucraniano, Анастасія Олегівна Меркушина– (Sumy, 14 de enero de 1995) es una deportista ucraniana que compite en biatlón. Es hija de la biatleta Iryna Merkushina.
Ganó cuatro medallas en el Campeonato Mundial de Biatlón entre los años 2017 y 2021, y cinco medallas en el Campeonato Europeo de Biatlón entre los años 2017 y 2023.
Participó en dos Juegos Olímpicos de Invierno, en los años 2018 y 2022, ocupando el séptimo lugar en Pekín 2022, en la prueba por relevos.

## Palmarés internacional
| Campeonato Mundial | Campeonato Mundial           | Campeonato Mundial | Campeonato Mundial      |
| Año                | Lugar                        | Medalla            | Prueba                  |
| ------------------ | ---------------------------- | ------------------ | ----------------------- |
| 2017               | Hochfilzen (Austria)         | Medalla de plata   | Relevo                  |
| 2019               | Östersund (Suecia)           | Medalla de bronce  | Relevo                  |
| 2020               | Anterselva (Italia)          | Medalla de bronce  | Relevo                  |
| 2021               | Pokljuka (Eslovenia)         | Medalla de bronce  | Relevo                  |
| Campeonato Europeo |                              |                    |                         |
| Año                | Lugar                        | Medalla            | Prueba                  |
| 2017               | Duszniki-Zdrój (Polonia)     | Medalla de bronce  | Individual              |
| 2017               | Duszniki-Zdrój (Polonia)     | Medalla de bronce  | Relevo mixto            |
| 2020               | Minsk-Raubichi (Bielorrusia) | Medalla de bronce  | Relevo mixto individual |
| 2021               | Duszniki-Zdrój (Polonia)     | Medalla de plata   | Individual              |
| 2023               | Lenzerheide (Suiza)          | Medalla de oro     | Velocidad               |